# Hermann Nuding
Hermann Christian Nuding (* 3. Juli 1902 in Oberurbach; † 31. Dezember 1966 in Stuttgart) war ein deutscher Politiker der KPD und SED-Funktionär.

## Leben
Nuding wuchs als ältestes von elf Kindern in einer Arbeiterfamilie auf. Nach dem Abschluss der Volksschule machte er eine Ausbildung zum Weißgerber. Er organisierte sich in den Freien Gewerkschaften und 1918 im Spartakusbund. 1919 trat er der Freien Sozialistischen Jugend, d. h. dem späteren (Kommunistischen Jugendverband Deutschlands (KJVD), und der KPD bei. 1923–1924 hielt er sich unter dem Namen „Jimmy Hill“ für die Internationale Arbeiterhilfe (IAH) in den USA auf. Er schloss sich in dieser Zeit der Kommunistischen Partei der USA (CPUSA) an. Anschließend war er als Politischer Sekretär des württembergischen KJVD und in der Bezirksleitung seiner Partei tätig. 1927/28 war er Schüler der Internationalen Leninschule in Moskau und von 1928 bis zur Machtergreifung der NSDAP arbeitete er als hauptamtlicher Mitarbeiter in verschiedenen regionalen Gliederungen der KPD (Düsseldorf, Solingen, Hagen, Oberschlesien u. a.). Parallel dazu hatte er Funktionen in der Gemeinschaft proletarischer Freidenker („Freidenkerverband“).
Nach dem Reichstagsbrand am 28. Februar 1933 wurde er festgenommen und für 16 Monate in einem Konzentrationslager inhaftiert. 1934 flüchtete er nach der Freilassung zunächst nach Prag, dann in die UdSSR. Dort war er im Rahmen der Komintern und für die Auslandsleitung der KPD tätig. Von 1935 bis 1937 leitete er in Prag und in Paris die Abwehrarbeit und den Nachrichtendienst der KPD als Nachfolger von Hans Kippenberger, wurde aber 1937/38 wegen „schwerwiegender Wachsamkeitsfehler“ seiner Funktion enthoben.
1939 wechselte er nach Frankreich (Lyon), wurde 1939/40 im Lager Gurs oder im Lager Chambaron interniert, flüchtete von dort und schloss sich der Résistance im Maquis Haut Savogon an, die im weiteren Verlauf mit den Francs-tireurs et Partisans Français (FTPF) zusammenarbeitete. Sein Tarnname lautete „Jean“ bzw. „Jean Bauer“. Ab Ende 1942 lebten er und seine Frau Paula für einige Monate in einem abgelegenen Haus oberhalb von Dieulefit, das sie mit dem Ehepaar Louis Aragon und Elsa Triolet teilten. Ab 1944 war er Redakteur für Publikationen der Widerstandsorganisation Bewegung Freies Deutschland im Westen (Comité „Allemagne libre“ pour l’Ouest, CALPO).
Nach seiner Rückkehr nach Deutschland 1945 war er an der Reorganisation der KPD in den Westzonen beteiligt. Mit der Zwangsvereinigung von SPD und KPD wurde er Mitglied der SED und war dort im Parteivorstand. Er war zweiter Vorsitzender der KPD in Württemberg und ab 1946 Mitglied der ernannten Vorläufigen Volksvertretung, der Verfassunggebenden Landesversammlung und danach bis 1950 des Landtags von Württemberg-Baden. Nuding wurde 1948 in das Sekretariat des Parteivorstands gewählt und leitete die Abteilung Arbeit und Sozialpolitik. 1949 wurde er Mitglied des Deutschen Bundestags in dessen erster Legislaturperiode.
1949 entwickelte sich im Sekretariat „eine harte Auseinandersetzung um die Richtung der Gewerkschaftspolitik“. Nuding hatte „Bedenken gegen sektiererische Tendenzen in der Gewerkschaftsarbeit.“ Gemeint war damit die Initiierung von „Arbeiterkomitees“, die sich kritisch mit den Gewerkschaften des DGB auseinandersetzten und auf die der DGB mit einem Unvereinbarkeitsbeschluss reagierte. Ein weiterer Konfliktpunkt war Nudings Haltung zur Remilitarisierung. Im Zusammenhang der Proteste gegen die westdeutsche Wiederbewaffnung erklärte er, auch gegen „amerikanische Intervenisten“ nicht kämpfen zu wollen. Im Juli 1950 sei Nuding dann dem Vorwurf des „Opportunismus“ ausgesetzt gewesen. Gemeinsam mit Hugo Ehrlich, Walter Fisch, Erich Jungmann, Josef Schleifstein und Rudolf Singer wurde er als Mitglied des Sekretariats abgelöst und seiner übrigen Funktionen entbunden. Am 20. April 1951 legte er auch sein Bundestagsmandat nieder. Dies geschah nach eigener Angabe aus gesundheitlichen Gründen, nach anderer Ansicht auf eine Weisung des Politbüros der SED hin.
Bis Juni 1955 war Nuding Angestellter der KPD und ging dann in Rente. Er blieb ein Ratgeber von Funktionsträgern seiner Partei in gewerkschaftlichen Fragen.
Hermann Nuding war zweimal verheiratet, in erster Ehe mit Paula Kopp.

## Veröffentlichungen
- Die Entwicklung unserer Partei und die organisatorischen Aufgaben. In: Material zur Berichterstattung vom Bezirksparteitag der KPD Nordwürttemberg/Baden am 30./31. März 1946. s. n., Karlsruhe 1946, S. 7 ff.